# Ladona exusta
Ladona exusta là loài chuồn chuồn trong họ Libellulidae. Loài này được Say mô tả khoa học đầu tiên năm 1840.